# Faucheurs volontaires

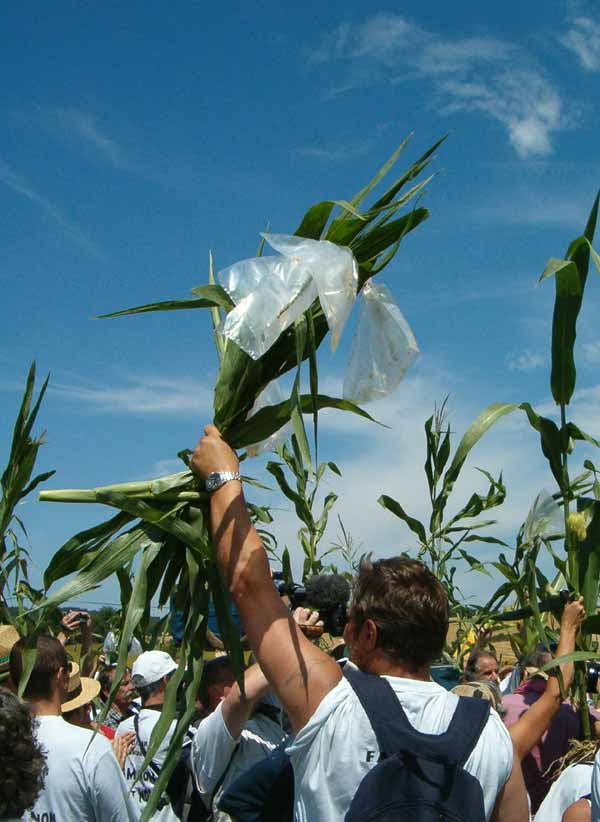

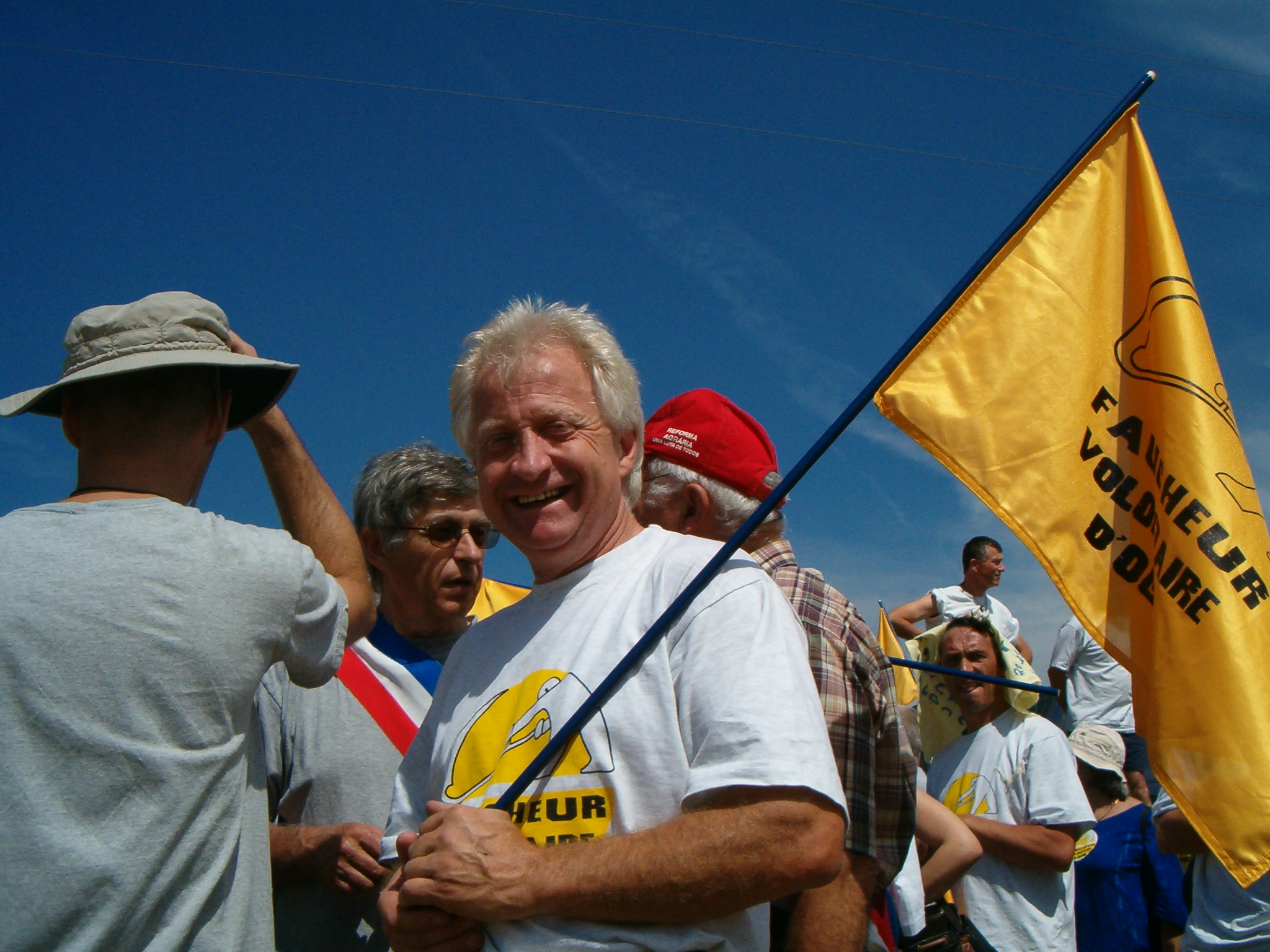
François Dufour

De Faucheurs volontaires, vertaling: Opzettelijke Maaiers (van ggo-gewassen), is een in hoofdzaak Franse beweging (maar soortgelijke acties hebben plaatsgevonden in 2007 in Duitsland, Portugal en Groot-Brittannië), verwant aan de anti-industriële bewegingen, en met een opgegeven aantal van 6700 militanten, die zich schriftelijk hebben verbonden transgenetische proefpercelen en teelt van Genetisch Gemanipuleerde Organismen (ggo's) in de open lucht te zullen vernietigen.
Openend met een foto van 25 juli 2004 met het rooien van transgenetische maïsplanten te Menville in de Haute-Garonne. Gevolgd door de foto van François Dufour, woordvoerder van de Boeren-confederatie, vicepresident van ATTAC Frankrijk, tijdens een manifestatie van de Moedwillige Maaiers tegen ggo's op 25 juli 2004.

## Wettelijke kwalificatie
Straf- en civielrechtelijk gekwalificeerd als 'in vereniging toebrengen van ernstige schade aan andermans goed' vormen deze handelingen een delict. De maximale straf voorzien voor dit type delict bedraagt 5 jaar gevangenisstraf en € 75.000 boete (te verdubbelen in geval van recidive)
De Maaiers claimen dat het hier om 'burgerlijke ongehoorzaamheid' gaat, terwijl anderen die de acties van de Maaiers kleineren, stellen dat de geest van geweldloosheid van burgerlijke ongehoorzaamheid in strijd is met de door hen veroorzaakte vernielingen. Hoe dan ook, los van schermutselingen met eigenaren van de percelen, is er geen enkel geweld tegen personen te betreuren van de kant van de maaiers; de enige te vermelden gewonden zijn gevallen bij maaiers en journalisten bij interventies van ordetroepen (die interventies kunnen soms 'gespierd' zijn, zoals in Valdivienne in 2004, waar 300 militairen werden ingezet tegen 500 ongewapende maaiers).
Zij houden hen verantwoordelijk voor hun verzet tegen het gebruik van ggo's in de landbouw en tegen "octrooien op 'wat leeft'". De Opzettelijke Maaiers bevestigen dat ze tot doel hebben het recht op een gezond milieu te doen respecteren, zoals dat nu in de Franse Grondwet is erkend, en in naam van het "principe van voorzorg", opgenomen in de "Charte de l'Environnement" (Milieuhandvest), (hoewel dat nog niet bestond ten tijde van de eerste acties).

## Geschiedenis
De beweging is geboren tijdens de bijeenkomst te Larzac in 2003, op initiatief van Jean-Baptiste Libouban. 400 personen hebben zich toen verklaard Moedwillige Maaiers te zijn; in juni 2005 bevestigden de woordvoerders dat zich 4800 personen tot Opzettelijke Maaiers hadden verklaard. Met name de Confédération Paysanne (Boeren-confederatie) en 'les Verts' (de Groenen) steunen de Maaiers.
In 2004, 2005 en 2006 hebben de "maaiers" (in Midi-Pyrénées, Aquitaine, Centre et Poitou-Charante voornamelijk) proefpercelen met in de open lucht geteelde transgenetische planten vernield, volgens hen in Frankrijk illegale teelten. In 2006 hebben de Maaiers ook drie percelen met commerciële teelt van maïs van Monsanto vernield in Grézet-Cavagnan (Tarn-et-Garonne), in Ox (Haute-Garonne) en in Miradoux (Tarn) en hebben in Lugos (Gironde) een silo met maïs aangevallen. Deze vernielingen hebben geleid tot gerechtelijke vervolging. In juni 2005 hebben de Maaiers aangekondigd dat ze 70% vernield hebben van de commerciële proeven die er in 2004 in Frankrijk bestonden. De 31ste juli 2006 schatte het ministerie van Landbouw, dat 40% van de experimentele velden waren verwoest.
In 2007 namen de Maaiers opnieuw deel aan talrijke acties, zowel tegen proefpercelen als tegen commerciële teelt (in dit jaar werd in Frankrijk 21.000 ha mais gezaaid, of wel iets meer dan 0,7% van het totaal beplante oppervlak in Metropolitaans Frankrijk). Op zaterdag 18 augustus bijvoorbeeld vernielde een groep "Moedwillige Maaiers" een proefveld maïs van in Poinville (Eure-et-Loire); 58 van hen werden in verzekerde bewaring gesteld door de gendarmerie, die ter plaatse aanwezig was tijdens het maaien. Opgeroepen om op 9 oktober 2007 te verschijnen voor het Tribunaal van Chartres, is hun proces verdaagd tot 8 april 2008 vanwege de "Grenelle de l'Environnement"(landelijke inventarisatieronde milieuproblemen). Op 25 augustus is een 100-tal 'maaiers' symbolisch elk een maïskolf gaan deponeren voor de fabriek van Monsanto te Monbéqui, nadat ze die 's middags op een GG-maïsveld in de Gers hadden gemaaid.
De Maaiers voeren hun acties in 't algemeen op klaarlichte dag uit, zonder gereedschap; de GG-planten worden vernietigd door ze met de hand uit te trekken, niet door ze te maaien. De manifestaties zijn meestal geweldloos, maar soms vinden er 'botsingen' met ordetroepen plaats. Op zaterdag 25 september 2004 b.v., bij een 'rooipartij' te Valdivienne, zetten 300 militairen traangas en oorverdovende granaten in tegen de 500 aanwezige maaiers. Er waren 17 lichtgewonden. De informatie deed discreet de ronde in de actualiteit. Er waren enige leden van 'de Groenen' aanwezig. Deze acties leiden tot interventies van de ordetroepen, die "totaal buiten proportie" zijn, volgens de 'maaiers'. Volgens het dagblad Le Figaro "Om iedere botsing met ordetroepen te voorkomen, geven de 'moedwillige maaiers' voortaan de voorkeur aan nachtelijke 'uitvallen' boven acties met open vizier overdag".
Op de algemene ledenvergadering, bijeen te Cournon in juli 2006, besluiten de Maaiers om hun acties voort te zetten zowel publiekelijk als met nachtelijke acties, op proefpercelen en op velden met commerciële teelt.
De illegaliteit van de handelingen van uitrukken van ggo's heeft een debat uitgelokt: de sympathisanten met de Opzettelijke Maaiers stellen dat ze handelen volgens de principes van geweldloosheid en van burgerlijke ongehoorzaamheid. Hun opposanten beschouwen het vernielen van velden als een delict dat veroordeeld moet worden omdat ze de research remt en vernieling van andermans goed is. Hierbij moet evenwel worden verduidelijkt, dat de moedwillige maaiers, volgens hun handvest, zich alleen te weer stellen tegen proeven met ggo's in de open lucht en tegen het gebruik ervan als voeding, maar niet tegen onderzoek in besloten ruimte.
De Opzettelijke Maaiers, samen met 15 andere verenigingen, zijn initiatiefnemers voor het "Appel van Orléans" dat op 27 februari 2007 is gedaan, waarin gevraagd wordt in Frankrijk een moratorium in te stellen voor proeven en teelt van ggo's. Meer dan 70.000 personen hadden dit verzoek om een moratorium ondertekend op 25 mei 2007, toen het idee van een moratorium op maïs MON 810 (enige in Frankrijk op commerciële schaal geteeld) publiekelijk is overgenomen, in een interview met Parisien, door Alain Juppé, Minister van Staat (Frankrijk), belast met duurzame ontwikkeling.
Tijdens hun algemene ledenvergadering te Riec-sur-Belon op 22 en 23 juli 2007, hebben de Opzettelijke Maaiers besloten een weekend van acties te organiseren op 4 en 5 augustus om zo'n moratorium te verkrijgen. Acties die verschillende vormen kunnen aannemen: picknick voor de percelen, symbolisch plukken van GG-maïsplanten om die bij de Préfectures te deponeren, etc.
Op 24 juli 2007 hebben 200 Maaiers de agroalimentaire terminal van Port de Saint-Nazaire geblokkeerd om de import van GG-koolzaad af te wijzen. Naar aanleiding van deze actie, is een delegatie van 8 Opzettelijke Maaiers (allen vervolgd of veroordeeld door de justitie voor acties van het maaien van ggo's) op 31 juli ontvangen door de staatssecretaris belast met Ecologie op het ministerie, om opnieuw een onmiddellijk ingaand moratorium te eisen op ggo's.

## Reacties
De acties van de Opzettelijke Maaiers hebben talrijke reacties losgemaakt van politici, van agrariërs, van zaadleveranciers of van analisten:
Zo hebben op de 1e augustus 2006, 250 maïsproducenten in het zuiden van Frankrijk gemanifesteerd om "te protesteren tegen de vernieling door de anti-ggo's van een perceel met transgenetische maïs toebehorend aan een boer". In november 2006, in Lugos (33), heeft een boer getracht te verhinderen dat de 'maaiers' z'n GG-maïs-oogst in de silo's door besproeiing vernielden, en heeft in hun richting schoten in de lucht afgevuurd. Een manifestatie om hem te ondersteunen en om te protesteren tegen de vernielingen van de Maaiers heeft 350 mensen op de been gebracht volgen het dagblad [[Sud Ouest {krant}|Sud Ouest]]. Onder de manifestanten bevonden zich landbouwers, sympathisanten, vakbondsmensen, 'gekozenen' (plaatselijke burgemeesters en de afgevaardigde naar het parlement Marie-Hélène des Esgaulx). Tegen de boer is een klacht ingediend wegens poging tot opzettelijke doodslag.
Op 5 augustus 2007 heeft een agrariër in de Lot zich verhangen aan een boom op z'n veld terwijl de Maaiers het plan hadden er een 'picknick' te organiseren. Hij heeft een pamflet achtergelaten van de Maaiers waarin ze oproepen tot een 'picknick-debat' voor z'n transgene maïs planten. Justitie heeft een onderzoek gelast om de oorzaak en redenen van deze suïcide vast te stellen.
Dominique Buisserau, Franse minister van Landbouw, heeft op 20 augustus 2006 aangegeven dat het gaat om "daden van onverantwoordelijk vandalisme in strijd met de Rechtsstaat en met het respect voor privé eigendom en voor werkgereedschap".
De vennootschappen Pioneer en Biogemma waarvan experimentele aanplanten zijn vernield, hebben aanklachten ingediend tegen X voor "vereniging van misdadigers" en "aanzetten tot maaien". De gerechtelijke instructie loopt in Clermond-Ferrand sinds 2005.
Laurent Martel, directeur van het Franse filiaal van Monsanto, heeft in een communiqué van 20 augustus 2008 verklaard dat "een land dat een handvol 'duisterlingen' z'n onderzoek laat bederven, zich alle beloften van vooruitgang ontzegt, die dat voor het heden en de toekomst in zich draagt". In dezelfde geest, meent Cécille Philippe, voorzitster van Economisch Instituut Molinari, een liberale 'thinktank', dat de '‘maaiers' 'gevaarlijk' zijn, omdat ze de voortgang van de wetenschap bedreigen in naam van een conservatieve visie van de landbouw".
Voor zekere waarnemers ook, zou het gedrag van de maaiers veel lijken op de Luddisten beweging, in het Engeland van de Industriële revolutie, en die bestond uit arbeiders die weefgetouwen vernielden, omdat de invoering daarvan de bestaande productie methoden omverwierp.

## Rechterlijke uitspraken
De Opzettelijke Maaiers zijn gerechtelijk vervolgd wegens "moedwillige vernieling in vereniging".
De verdediging van de comparanten berust op de Verklaring van de Rechten van de Mens en de Burger van 1789, waarvan "weerstand bieden aan onderdrukking" wordt aangehaald, alsook op artikel 8 van de Europese conventie van de rechten van de mens die het milieu beschermt en bepaalt dat "iedere burger recht heeft op een gezond milieu".
Er zijn veroordelingen uitgesproken:
Voor het maaien van een GG-maïs proefveld te Menville op 25 juli 2004, waar de advocaten van de 'Maaiers' vrijlating vroegen vanwege de staat van noodzakelijkheid, maar de advocaat generaal van het Hof van appel te Toulouse in z'n requisitoir op 21 september 2005 eiste:
- Een jaar onvoorwaardelijke ontzetting uit de burgerlijke rechten voor José Bové.
- Een jaar voorwaardelijke ontzetting uit de burgerlijke rechten tegen Noël Mamère, Gérard Onesta, François Simon, Pierre Labeyrie, Gilles Lemaire, Gérard Daverat, Jean-Baptiste Libouban.

Gevangenisstraffen voor deze 8 gedaagden, onvoorwaardelijk voor José Bové en voorwaardelijk voor de anderen.
Het arrest van het Hof van appel, uitgesproken op 15 november 2005 heeft deze eisen niet in z'n geheel overgenomen, en de volgende straffen uitgesproken:
- 2 maanden voorwaardelijk voor François Simon, Pierre Labeyrie, Gilles Lemaire, Jean-Baptiste Libouban, Michel Daverat,
- 3 maanden voorwaardelijk voor : Noël Mamère et Gérard Onesta,
- 4 maanden onvoorwaardelijk voor José Bové
- Solidaire aansprakelijkheid voor schade en interest : € 110.000 te betalen aan Pioneer, aan GEVES en aan Syngenta. De bedragen zijn ingehouden op de rekeningen van Noël Mamère.

De 8 veroordeelden hebben cassatie aangevraagd. Het Hof van cassatie heeft op 10 februari 2007 de uitspraak van het Hof van appel bevestigd.
- Arrest van het Hof van appel te Riom (Puy-de-Dôme) van 24 november 2005:
  - Vijf Maaiers zijn veroordeeld tot vier maanden voorwaardelijke gevangenisstraf en solidaire aansprakelijkheid voor betaling van ongeveer € 200.000 als schadeloosstelling aan de vennootschap Biogemma
  - Een Maaier is veroordeeld voor geweldpleging tegen een agent tot twee maanden voorwaardelijke gevangenisstraf en € 1000 schadeloosstelling.

De veroordeelden hebben cassatie aangevraagd. Het Hof van cassatie heeft in april 2007 de beslissing van het Hof van appel bevestigd.
- Arrest van het Hof van Appel te Orléans van 28 juni 2006; dit oordeel herroept de uitspraak van 9 december 2005 van het tribunaal van Orléans, dat in eerste instantie 42 'maaiers' had vrijgesproken wegens "staat van noodzakelijkheid" (artikel L122-7 van de code pénal – wetboek van strafrecht)
  - Twee maanden onvoorwaardelijke gevangenisstraf en € 1000 boete voor Jean-Emile Sanchez, voormalig woordvoerder van de Boeren Confederatie (Confédération paysanne)
  - Twee maanden voorwaardelijk tegen de 48 andere 'Opzettelijke Maaiers' die twee percelen maïs geëxploiteerd door de Amerikaanse multinational Monsanto hadden vernietigd op 14 augustus 2004 en 7 juli 2005. Alle veroordeelden zagen zich verder ook een boete opgelegd van € 1000.

Het Hof van cassatie heeft deze uitspraak bevestigd op 31 mei 2007.
Op 26 februari 2007 verschenen 32 Opzettelijke Maaiers voor het Tribunaal van Orléans voor het vernielen van een proefperceel voor transgenetische maïs van de firma Monsanto op 14 augustus 2006 te Villereau (Loiret). De procureur heeft tot 6 maanden gevangenisstraf geëist, waarvan drie voorwaardelijk. De uitspraak is gedaan op 24 mei 2007. De Maaiers werden schuldig bevonden en veroordeeld tot voorwaardelijke gevangenisstraffen van 3 tot 4 maanden, boetes van € 1500 tot € 3000, en van 1 tot 2 jaar ontzetting uit hun burgerlijke rechten. 16 onder hen die hadden geweigerd DNA-monsters af te staan tijdens hun bewaring, zijn daarenboven veroordeeld tot twee maanden voorwaardelijke gevangenisstraf. De veroordeelden zijn in hoger beroep gegaan van deze uitspraak. De zitting van het Hof van appel van Orléans is voorzien op 17 en 18 december 2007.
Op 2 en 3 oktober 2007 moesten twee nieuwe processen worden gevoerd voor het Tribunaal van Ville-franche-de-Laurgais (Haute-Garonne) één betreffende het vernielen van een proefperceel GG-maïs in Daux (Haute-Garonne) op 30 juli 2006, en een ander voor vernieling van commerciële teelt van GG-maïs in Ox (Haute-Garonne), ook op 30 juli 2006. Op verzoek van de Procureur zijn deze processen verdaagd zonder vaststelling van een nieuwe datum, omdat de "Grenelle de l’environnement" zo nabij was.
François Roux en Marie-Christine Ételin, belangrijkste advocaten van de beweging van de Maaiers, zijn ook betrokken bij het ontstaan van de beweging van de Vrijwillige Comparanten, die er bestaat voor de Maaiers om uit vrije wil te verzoeken om voor een Tribunaal te mogen verschijnen, conform de geest van burgerlijke ongehoorzaamheid. Het Correctionele Tribunaal van Toulouse en van Riom, hebben deze mogelijkheid erkend, maar hun beslissingen zijn ongedaan gemaakt door de Hoven van appel.

## Theoretische stellingname ten aanzien van Onderzoek
De Opzettelijke Maaiers verzetten zich niet tegen fundamenteel onderzoek in de biologie:
"In hun ogen, dienen daarbij strenge protocollen gevolgd te worden bij experimenten in besloten ruimte. De toepassingen die er uit voortvloeien moeten onverminderd beantwoorden aan een werkelijke maatschappelijke behoeften en niet voor het spel van de markt."
Niettemin zijn ook experimentele aanplantingen in kassen door hen vernield.
De Opzettelijke Maaiers wijzen experimenten in de open lucht af, die besmetting van andere soorten vegetaties zouden meebrengen, wat als effect zou hebben dat niet ggo-teelt definitief veroordeeld zou zijn; en een einde zou maken aan "de biologische landbouw".
De verdedigers van teelt van therapeutische ggo's in de open lucht, brengen naar voren dat opzettelijk maaien van transgene maïsplanten het onderzoek zou vertragen naar het maken van lipase van plantaardige herkomst, een belangrijk element in de strijd tegen de mucoviscidose.
De Opzettelijke Maaiers geven die argumentatie terug; er zijn andere oplossingen voor het maken ervan, in het bijzonder voor maag-lipase. Tussen die oplossingen zou de kweek van plantaardige cellen in bio ferment een wel veel efficiënter productie toelaten, zonder gevaar van besmetting waarschijnlijk minder kostbaar.